# Acusmatico (filosofia)
Acusmatici è il nome con cui venivano indicati (secondo la testimonianza del filosofo Porfirio di Tiro) gli scolari di Pitagora che si limitavano ad ascoltare le lezioni del maestro (Porfirio 37), che parlava nascosto dietro a una tenda, sotto la quale egli insegnava, ma senza potergli rivolgere domande (Giamblico VII, 72), venendo così a conoscenza dei soli precetti pratici della dottrina (mentre i «matematici» erano gli iniziati alle dottrine segrete):
E dei discepoli alcuni erano chiamati matematici, altri acusmatici: 
matematici quelli che avevano imparato a fondo il discorso scientifico superiore elaborato nei minimi particolari; 
quelli che erano stati ammessi ad ascoltare i soli insegnamenti essenziali, … senza un'esposizione più precisa.»
Il suono della voce del maestro è acusmatico, aggettivo riferito al suono che si sente senza individuarne la causa originaria.
Gli acusmatici invece erano essenzialmente depositari di un patrimonio di saggezza pratica, di carattere preminentemente mistico-religioso e comprendente tutto il bagaglio di prescrizioni rituali, di tabù, di formule magiche, di credenze superstiziose della setta. Tale insegnamento, di tipo dogmatico e asseverativo, culminava tuttavia nella suprema regola della vita pitagorica, che è l'assimilazione al divino e il farsi seguaci della divinità. Gli acusmatici erano essenzialmente rivolti all'attività pratica, all'impegno politico in senso lato, e, pur essendo privi di una vera e propria formazione scientifica, non erano meno importanti nell'ambito della setta, per il fondamentale ruolo di riformatori etico-politici che erano destinati  svolgere nella società e nello stato.